# Trương Văn Đoan
Trương Văn Đoan (sinh ngày 16 tháng 10 năm 1949) là đại biểu Quốc hội Việt Nam khóa XII tỉnh Phú Thọ, Thứ trưởng thường trực Bộ Kế hoạch và Đầu tư giai đoạn 2003 – 2010.

## Xuất thân và trình độ
Trương Văn Đoan quê quán tại Xã Trưng Vương, thành phố Việt Trì, tỉnh Phú Thọ. Ông tốt nghiệp Thạc sĩ chuyên ngành Kinh tế.
- Trình độ văn hoá: 10/10
- Trình độ chuyên môn: Kỹ sư
- Trình độ lý luận chính trị: Cao cấp
- Ngày vào Đảng: 28/4/1983

## Quá trình công tác
Năm 2003, Ông Trương Văn Đoan trở thành Thứ trưởng thường trực Bộ Kế hoạch và Đầu tư.
Ngày 10/8/2006, Thủ tướng Chính phủ đã ký quyết định số 183/2006/QĐ-TTg về việc bổ sung Ông Trương Văn Đoan làm thành viên Ban Chỉ đạo Nhà nước về Du lịch.
Khi Phó Thủ tướng thường trực Nguyễn Sinh Hùng giữ quyền Chủ tịch Phân ban Hợp tác Việt Nam-Lào thì ông được giao làm Phó Chủ tịch Phân ban Hợp tác Việt Nam-Lào.. Ông cũng được Thủ tướng giao nhiệm vụ Ủy viên Hội đồng quản lý Ngân hàng Phát triển Việt Nam.
Ông Trương Văn Đoan nghỉ hưu theo chế độ từ ngày 01/01/2011 theo quyết định số 1997/QĐ-TTg của Thủ tướng Chính phủ ký ngày 03/11/2010.
Ngày 29/4/2014, tại Bộ Kế hoạch và Đầu tư, Ông Trương Văn Đoan được Chính phủ Campuchia trao tặng Huân chương Hạng Nhất vì đã có thành tích xuất sắc trong việc hợp tác với Bộ Kế hoạch Vương quốc Campuchia.

## Chủ tịch hội đồng họ Trương Việt Nam
Từ năm 2006, Ông Trương Văn Đoan là người kết nối thành lập cộng đồng những người Họ Trương Việt Nam. Ông trở thành chủ tịch đầu tiên của Hội đồng Trương tộc lâm thời. Ngày 21 tháng 4 năm 2013, Đại hội Đại biểu họ Trương Việt Nam lần thứ nhất đã được tổ chức trọng thể tại thủ đô Hà Nội. Ông Trương Văn Đoan tiếp tục được bầu làm Chủ tịch Hội đồng họ Trương Việt Nam.
Ngày 13 tháng 11 năm 2016, Đại hội đại biểu Họ Trương Việt Nam lần thứ hai, nhiệm kỳ 2016 – 2019 được tổ chức long trọng tại Trung tâm Hội nghị tỉnh Ninh Bình, gần quần thể nhà thờ họ Trương Việt Nam. Tham dự đại hội có ông Trương Tấn Sang, nguyên Ủy viên Bộ chính trị, nguyên Chủ tịch nước Việt Nam; bà Nguyễn Thị Thanh – UVTW Đảng, Bí thư Tỉnh ủy, trưởng đoàn đại biểu Quốc hội Tỉnh Ninh Bình và đại diện các dòng họ: Vũ (Võ), Dương, Trần, Lê, Đỗ, Đinh, Nguyễn; Hội đồng Họ Trương thành phố Hải Phòng, Hưng Yên, Hà Nam Ninh, Thanh Hóa, Nghệ Tĩnh, Quảng Bình, Quảng Trị, Thừa Thiên Huế, Quảng Nam, Đà Nẵng Đại diện họ Trương các tỉnh Lâm Đồng, Vũng Tàu, TP Hồ Chí Minh, Bình Dương, Khánh Hòa, Cần Thơ, Cà Mau, An Giang, Đồng Tháp, Ninh Thuận, Bình Thuận, Bắc Ninh, Hải Dương, Thái Bình, Vĩnh Phúc, Hòa Bình, Phú Thọ, Thái Nguyên... Đại hội đã lựa chọn công tác nhân sự và bầu ra Ban Chấp hành mới gồm 1 chủ tịch và 12 Phó chủ tịch. Ông Trương Văn Đoan tiếp tục được bầu làm chủ tịch Hội đồng Họ Trương Việt Nam.